# Olivia Wilde
Olivia Jane Wilde (10. ožujka 1984.), američka filmska glumica. Najpoznatija kao dr. Remy Hadley iz serije Dr. House.

## Životopis
Rođena je u New Yorku. Obitelj joj ima dugu novinarsku tradiciju. Irskog je porijekla. Obrazovala se u Washingtonu, Massachusettsu i Dublinu. Ime joj je originalno Olivia Jane Cockburn( čita se coburn). Roditelji su joj često priređivali zabave. Na jednoj je bio i Mick Jagger.
Glumica je željela postati od 2. godine. Počela je glumeći u reklamama i spotovima. Proslavila ju je serija The O.C. gdje je glumila biseksualku. Kasnije je glumila u nizu filmova, ali House joj do danas ostaje najveći uspjeh. Ostvarila je dvadesetak uloga. Glumi od ranih 2000-ih. Megan Fox je javno izjavila da je zaljubljena u nju. Prezime Wilde posudio joj je Oscar Wilde.
Časopis Maxim u 2009. godini stavio ju je na vrh popisa 100 najseksi žena na svijetu. Bila je udana za talijanskog princa, dokumentarista Taoa Ruspolija, no odlučila se razvesti 2010. Ima dvoje djece: Otis Alexander Sudeikis i Daisy Josephine Sudeikis.